# Dom St. Stephan

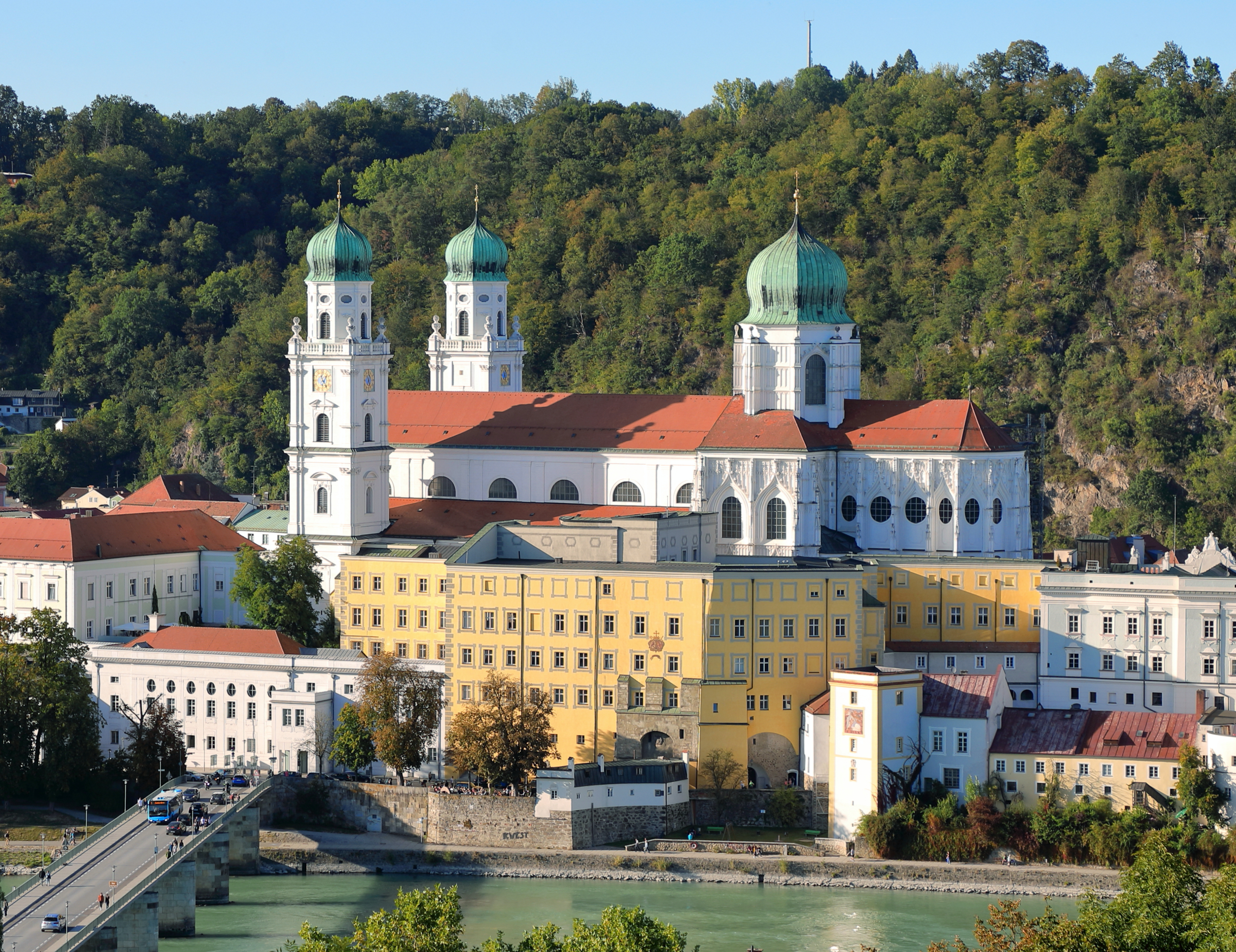
Der Dom von der rechten Innseite aus bzw. Südansicht des Domes

Der Dom St. Stephan zu Passau, kurz Passauer Dom, ist eine ab 1668 erbaute barocke Bischofskirche in Passau. Er ist Bischofssitz und Hauptkirche des Bistums Passau. 
Der römisch-katholische Sakralbau ist auf der höchsten Erhebung der Altstadt zwischen den Flüssen Inn und Donau, 13 m über der Donau und 303 m über dem Meer, erbaut worden. Der Passauer Dom ist einer der größten Dome mit dem größten barocken Kircheninnenraum nördlich der Alpen.

## Geschichte
Seit dem Frühmittelalter wurden an der Stelle des heutigen Baus mehrmals Bischofskirchen errichtet. Fünf verschiedene Bauaktivitäten können an dem heutigen Standort des dreischiffigen Domes nachgewiesen werden:
- Um 720 kam es zur Gründung einer St. Stephan geweihten agilolfingisch-karolingischen Bischofskirche anstelle der römischen Batavinerbischofskirche (450 n. Chr.) der christlichen Gemeinde des hl. Severin. 739 erfolgte die römisch-kirchenrechtliche Konstituierung des Bistums Passau durch den hl. Bonifatius, damit wurde Passau Bischofssitz und die Kirche zur Kathedrale der Diözese. Der agilolfingisch-karolingische Bau wurde bei zwei Belagerungen Passaus durch Kaiser Otto II. 977 bzw. 978 zerstört.
- Zur Amtszeit Bischof Pilgrims wurde der Neubau einer dreischiffigen Episkopalkirche mit westlicher Doppelturmfassade errichtet. Als die beiden Tage, an denen die Achsrichtungen von Langhaus bzw. Chor festgelegt wurden, konnte nach neueren Forschungen der 8. bzw. der 12. März 982 ermittelt werden.[1] Diese damals übliche getrennte Festlegung der Mittelachse von Langhaus und Chor ist noch heute als Achsknick zwischen Langhaus und Chor von 2,91° feststellbar. Die feierliche Weihe des Chors als des ersten Bauabschnitts fand am 5. August 985 statt. Dieses Weihedatum hat bis heute Gültigkeit, da bei allen späteren Bauphasen, die immer nur als Erweiterung oder Renovierung aufgefasst wurden, keine erneute Weihe des kompletten Doms stattgefunden hat. (Dass seit neuerer Zeit die Domkirchweihe am 3. August gefeiert wird, liegt wohl an einer Fehlinterpretation der Bauinschrift am hochgotischen Ostchor und einer Verwechslung zweier heute im Heiligenkalender nicht mehr existierenden Stephanusfeste. Die Bauinschrift nennt für die Grundsteinlegung des Chors den 7. Mai 1407; den Tag allerdings indirekt über den Gedenktag, wie es im kirchlichen Zusammenhang z. T. auch heute noch üblich ist. Am 7. Mai wurde die „Translation der Gebeine des hl. Stephanus“ gefeiert, am 3. August die „Auffindung der Gebeine des hl. Stephanus“.)
- Der frühgotische Dom entstand zwischen 1221 und 1313. Hierbei wurden das Langhaus neu gebaut und die Türme der Westfassade aufgestockt.
- Der spätgotische Ostteil (Chor, Vierungsturm und die Erhöhung des frühgotischen Mittelschiffes) wurde zwischen 1407 und 1598 von Baumeister Hans Krumenauer und seinen Nachfolgern Ulrich Seidenschwanz (ab 1439), Jörg Windisch (ab 1466) und zuletzt im 16. Jahrhundert Hans Glapsberger geschaffen.
- Der heutige etwa 100 m lange barocke Bau entstand von 1668 bis 1693 nach einem Brand im Jahr 1662. Der im Frühjahr 1664 gewählte neue Fürstbischof Wenzeslaus Graf Thun (1664–1673) stand vor der Aufgabe, den Wiederaufbau einzuleiten. Er war vor seiner Wahl Dompropst in Salzburg gewesen.

Von den früheren Bauten ist nur der spätgotische Ostteil erhalten. Hans Krumenauers spätgotischer, ursprünglich dreischiffiger Chor, das Querhaus und der Vierungsturm wurden dabei in die moderne Bauweise mit einbezogen. Die beiden gotischen Nebenapsiden der Seitenschiffe und die sog. Ortenburgerkapelle als ehemalige Seitenkapelle im Querschiff wurden beim barocken Umbau nicht mehr in den Kirchenraum integriert, sind aber zum Großteil in ihrer äußeren Bausubstanz wie z. B. im Treppenhaus zur Alten Residenz erhalten.
Die Gesamtplanung geschah durch Carlo Lurago, der die größte Prager Baugesellschaft straff organisierte und mit seinen Leuten einen Bau nach dem anderen aufführte. Er stammte aus Pellio Superiore. Aus dem Nachbardorf Ramponia kamen seine wichtigsten Mitarbeiter Francesco della Torre und Giovanni Battista Passerini senior, beide Steinmetzmeister. Alle drei gehörten zu der traditionsreichen Schule der Comasken genannten Steinmetze und Stuckateure aus der Provinz Como. Als Meister erhielten sie 1663 die Prager Bürgerurkunde. Die Steinmetzarbeiten beim Dom konnten nur von mehreren Meistern, die in Freundschaft miteinander arbeiteten (auf gleichen Gewinn), bewältigt werden. Prozessakten im Archiv der Stadt Prag berichten von großen Schwierigkeiten. Die endgültige Abrechnung erfolgte durch eine bauverständige Kommission mit Giovanni Pietro della Torre, dem Sohn und Nachfolger im Amt als königlicher Hofsteinmetzmeister.
Die Innenausstattung schuf Giovanni Battista Carlone, die Fresken wurden von Carpoforo Tencalla und Carlo Antonio Bussi gemalt.
1928 wurde die Staatliche Dombauhütte wegen fortdauernd notwendiger Reparaturarbeiten neu gegründet. Die erste Gesamt-Innenrestaurierung seit dem Stadtbrand von 1680 wurde von 1972 bis 1980 durchgeführt.

## Äußeres

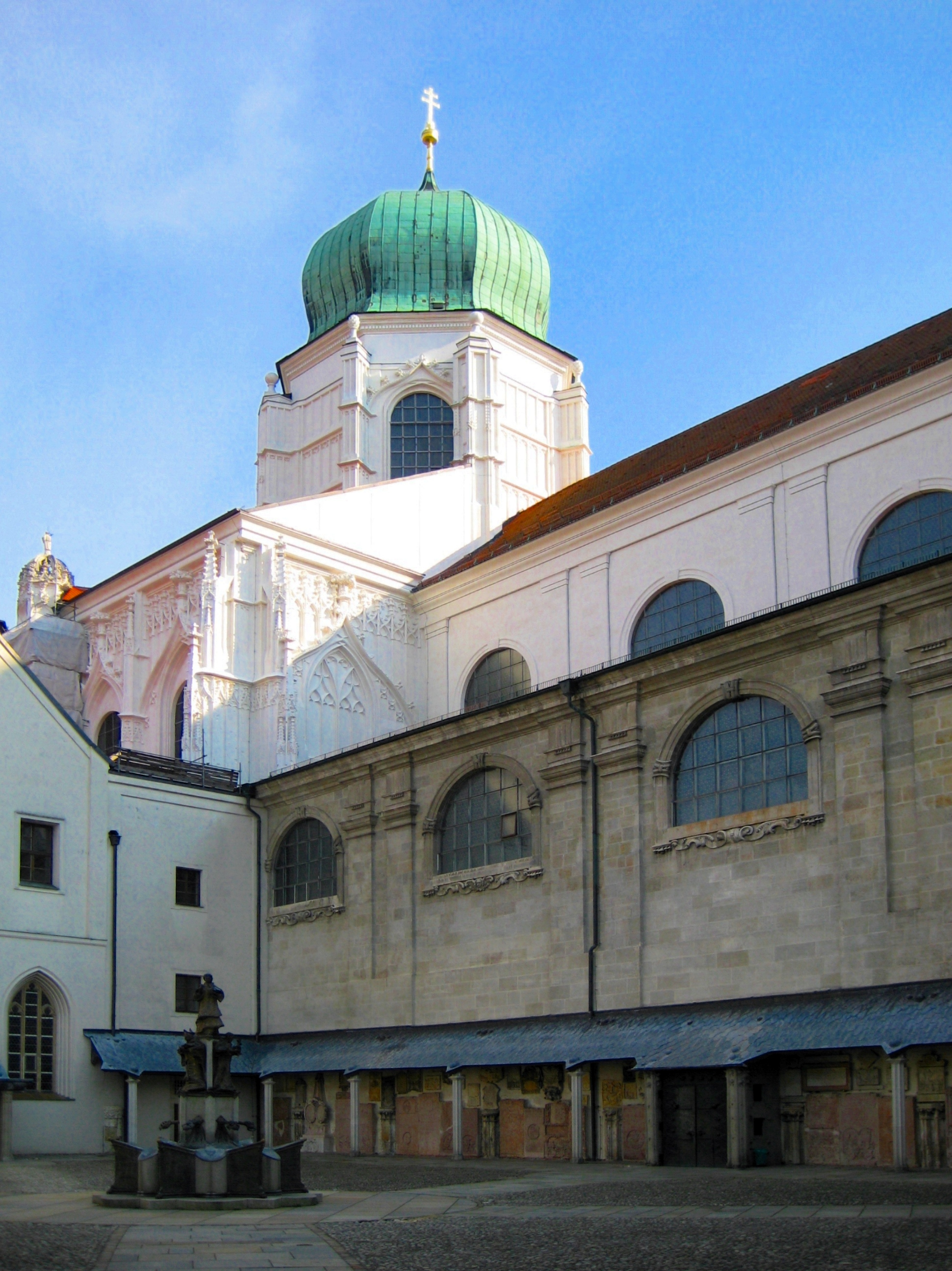
Der Domhof mit der Domkuppel mit Übergang zwischen gotischem und barockem Bauabschnitt. Links ist das Stephanstürmchen zu erkennen. Hinter dem Brunnen befindet sich der Zugang zur Sixtus-Kapelle, am linken Bildrand befindet sich die Andreas-Kapelle.

An der Ostseite des Domplatzes präsentiert sich die zweitürmige Barockfassade. Dass sich zwei stilverschiedene, riesige Baukörper der Spätgotik und des Barock innen wie außen so harmonisch zu einem ausgeglichenen Ganzen zusammenfügen, lässt den Passauer Dom unter allen Kathedralen des deutschen Kulturraumes eine Sonderstellung einnehmen („einen barocken Dom mit einer gotischen Seele“). Carlo Lurago schuf trotz der gotischen Anlagen (Scheitelhöhe 29 m; bei einer Mittelschiff-Breite von nur 12 m) einen in sich stimmigen hochbarocken Kirchenraum.
Nicht zuletzt die Kuppeln, Böhmische Kappen oder Platzlgewölbe genannt, geben dem Bauwerk ein unverkennbares Äußeres. Die achteckigen Obergeschosse der Westtürme mit den Glockenstuben und den neubarocken Hauben wurden erst 1896 aufgesetzt. Erst damals erreichten die Türme mit ihren 68 Metern die Höhe der Domkuppel. Die Helmglocke der spätgotischen Vierungskuppel stammt aus dem 18. Jahrhundert, als die ursprüngliche Haube erneuert wurde.
Im Untergeschoss des Südturms öffnet sich ein Tor zur schmalen Zengergasse, die ihn von der Alten Residenz (heute Sitz des Landgerichts) trennt. Diese verläuft an der Südseite des Domes entlang zum östlich des Doms gelegenen Residenzplatz. Von dort ist der spätgotische Chorbau mit seinem filigranhaften Strebewerk sichtbar. Am Ostende des nördlichen Querarms befindet sich das zierliche achteckige spätgotische Stephanstürmchen, das von der Figur des Kirchenpatrons bekrönt wird.

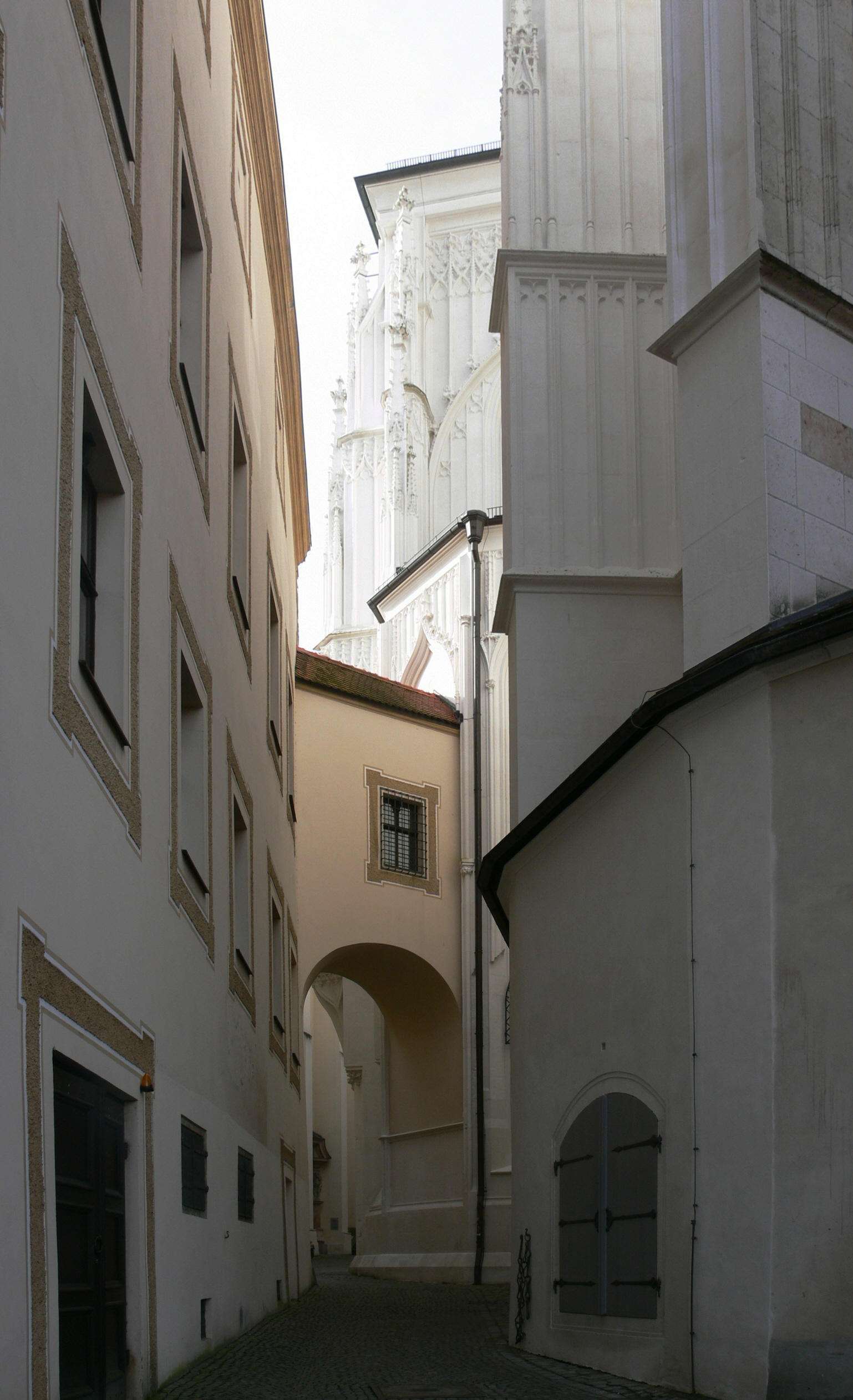
Eingang zur Zengergasse mit Übergang zur Alten Residenz und Konsolpfeiler am Dom

Bautechnisch interessant und für das 15. Jahrhundert einzigartig ist am Ausgang der Zengergasse zum Residenzplatz die Ausführung des östlichen Strebepfeilers des südlichen Querhauses, der als Konsolpfeiler ausgeführt ist. Diese ungewöhnliche Bauausführung war hier notwendig, um den Zugang für Kutschen zur Alten Residenz frei zu halten, die in der engen Gasse nicht wenden konnten. In den Jahren 1967/68 wurde der Konsolpfeiler zur baulichen Sicherung mit einer Stahlbetonkonstruktion unterbaut, die in den Jahren 2006/07 schließlich wiederum durch fünf bis zu 12 m lange Edelstahlzugstangen ersetzt wurde.

### Domhof
An der Nordseite des Domes liegt ein großer Hof, der Domhof. Der ehemalige Domkreuzgang mit seinem gotischen Portal ist ein Überrest des 739 bezeugten Domklosters. Der Kreuzgang wurde 1812 abgebrochen. Die hier befindlichen Grabsteine befanden sich bis 1961/1962 in der Andreaskapelle, stammen aber ursprünglich großteils aus den 1812 abgebrochenen Kapellen. Von ursprünglich zehn Kapellen sind heute nur noch vier existent.
Die Andreaskapelle aus der Zeit um 1300, bei der es sich um eine der ältesten Hallenkirchen in Bayern handelt, liegt an der Ostseite des Platzes. Die zahlreichen Grabsteine verweisen auf ihren ursprünglichen Zweck als Mortuarium der Domherren. Sie wird daher auch Herrenkapelle genannt. Den Chor mit Netzrippengewölbe schuf Hans Krumenauer im Jahr 1414. Im Osten der Andreaskapelle schließt das hochgotische Erasmuschörchen an.
Unmittelbar südlich neben der Andreaskapelle befindet sich die Sixtuskapelle, die auch als Ortenburgkapelle bekannt ist. Sie birgt das Grabmal des Grafen Heinrich IV. von Ortenburg.
Auf der westlichen Seite des Domhofes liegen die Trennbach-Kapelle oder Urban-Kapelle mit dem Hochgrab von Bischof Urban von Trennbach und die Lamberg-Kapelle oder Salvator-Kapelle mit der Grablege von Kardinal Johann Philipp Graf von Lamberg.
Zwischen der Trennbach-Kapelle und dem Nordturm des Doms befinden sich noch die Reste der Fronleichnamskapelle, die seit 1317 nachgewiesen ist. Das Portal der Kapelle ist bis heute erhalten, sie wurde aber im 17. Jahrhundert beim Baus des barocken Nordturms wesentlich verkleinert und daraufhin nicht mehr als Kapelle genutzt. Sie dient heute im Wesentlichen als Lagerraum. Links davon befindet sich ein gotisches Portal, das während Gottesdiensten, bei denen die großen Portale verschlossen sind, als Zugang zum Dom dient.
Die St.-Anna-Kapelle befand sich gegenüber dem jetzigen Nordeingang des Doms im Domkreuzgang. Sie wurde 1343 durch den Mautner Ludwig auf dem Stein errichtet. 1609 wurde durch die Freiherrn von Schätzl die St.-Michaels-Kapelle am nördlichen Flügel des Domkreuzgangs errichtet. Beide Kapellen wurden 1813 abgebrochen.
Ebenfalls 1813 abgebrochen wurde die Doppelkapelle der Allerheiligen- und Elisabeth-Kapelle an der Westseite im Domkreuzgang. Diese Kapellen wurden nach 1300 unter Einbeziehung von z. T. spätantiken Vorgängerbauten errichtet. Der gotische Taufstein, der sich heute in der St.-Andreas-Kapelle befindet, stammt ursprünglich aus dieser Doppelkapelle, was auf eine ursprüngliche Nutzung als Baptisterium der alten Domkirche hindeutet. Das Untergeschoss der Doppelkapelle ist erhalten und dient heute als Beinhaus für die bei der Neugestaltung des Domhofs gefundenen Gebeine, es ist allerdings vermauert und nicht zugänglich.
Der genaue Standort der Hieronymus-Kapelle ist nicht mehr bekannt, er muss wohl aber im Bereich des heutigen Seminars St. Maximilian zwischen St.-Andreas-Kapelle und gotischem Zugang zum Domhof gesucht werden.

## Architektur

### Fassade
Die mächtige Doppelturmfassade italienischen Stils erstreckt sich über fünf Achsen. Die Turmuntergeschosse treten am weitesten zurück, der Mittelteil tritt am stärksten vor. Übereinander gelegte Pilaster gliedern die gesamte Front, im Mittelteil als Doppelpilaster. Ein verkröpftes Gesims trennt Hauptgeschoss und Giebel. Die Fenstergröße nimmt von innen nach außen und von unten nach oben zu. Das Hauptportal wird von Säulen flankiert und trägt einen gesprengten Giebel, während das Giebelfenster Segmentgiebel trägt und von übereinander gelegten Pilastern gerahmt wird. Ein Dreiecksgiebel über einer Attikazone schließt die Fassadenmitte ab. Die Türme stehen ab dem zweiten Geschoss frei. Die Geschosse über quadratischem Grundriss zeigen die klassische Abfolge der Säulenordnungen: unten toskanische Pilaster, in der Mitte ionische, oben korinthische. Gleichzeitig nimmt die Breite der Pilaster nach oben zu ab. Die Öffnungen der Turmgeschosse haben wechselnde Bedachungen: das kleine Rundfenster unten eine geschweifte Verdachung, die Figurennische darüber einen Dreieckgiebel, die Schallarkade im dritten Geschoss einen gebrochenen Giebel. Das vierte Turmgeschoss ist als gleichseitiges Oktogon ausgebildet. Wie die Zwiebelhauben und die Balustrade ist es neobarock (1895–98). Aus dieser Zeit stammen auch das Relief des Giebelfelds und der Statuenschmuck der Fassade.

### Innenraum
Der Dom zu Passau ist eine in der Substanz weitgehend gotische, in der Erscheinung hochbarocke Kirche mit Tambourkuppel und einem Chor über sieben Teilen eines Zwölfecks. Im Grundriss folgen aufeinander: querrechteckige Vorhalle, ein dreischiffiges Langhaus zu fünf Jochen, eine quadratische Vierung mit Querarmen, die nicht über die Mauerflucht hinaustreten, und ein einschiffiger Chor. Flache Kapellen begleiten die Seitenschiffe. In ihnen stehen Altäre. Raumbestimmend für das Mittelschiff sind die korinthischen Pilaster mit beigestellten Viertelsäulen, die vor flachen Rücklagen stehen. Das darüber liegende Hauptgebälk ist stark verkröpft. Arkaden mit ionischen Pilastern scheiden das Mittelschiff von den Seitenschiffen. Diese werden von scharfkantigen längsrechteckigen Pfeilern mit Doppelpilastern in ionischer Ordnung eingefasst.
Auffallend gestaltet sind die Gewölbe. Im Langhaus liegen zwischen Gurtbögen querovale Kuppeln. Die Seitenschiffe werden von gestreckten achteckigen Klostergewölbe gedeckt. Quertonnen wölben die Querarme. Im steil proportionierten Kuppeltambour flankieren acht Knickpilaster aufwändig gerahmte Gemälde. An den Diagonalseiten des Tambours öffnen sich Rundbogenfenster. Im Chorpolygon stehen unten Rundbogenfenster zwischen kannelierten Halbsäulen. Über dem Gebälk liegen hochovale Fenster. Vor die Chorwände sind Pilaster gestellt. Die Gewölbefüße sind als Hermenpilaster ausgebildet. Die Stichkappen besitzen kleine, flache Plafonds. Das Deckenfresko des Chors wird nicht durch Gurtbögen zerteilt.

### Maße
- 102,00 m lang
- 33,50 m breit
- Scheitelhöhe des Gewölbes beträgt 29 m
- Vierungskuppel ist 69 m hoch, die lichte Höhe beträgt 48,2 m
- Die Türme sind 68 m hoch

## Ausstattung

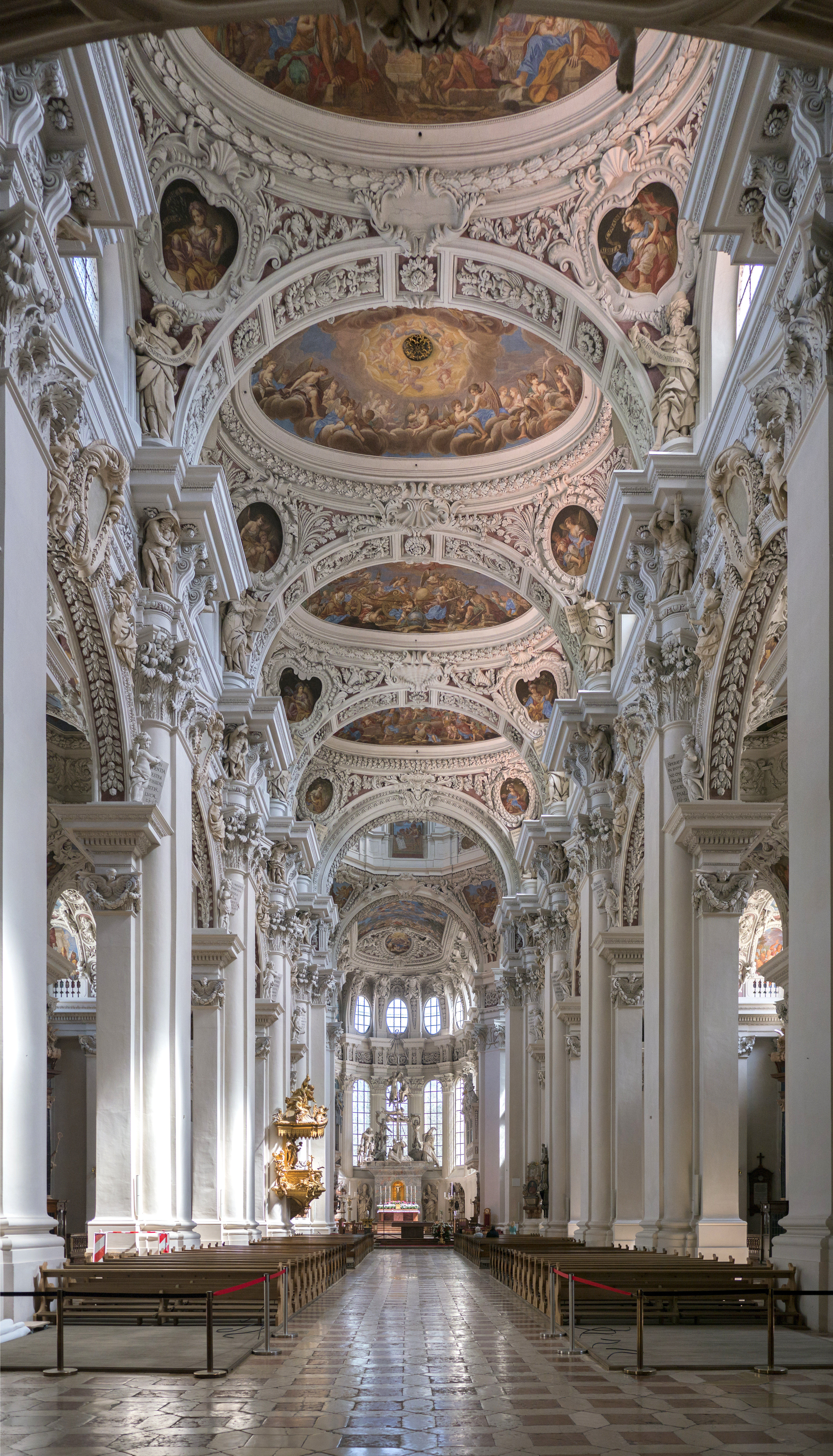
Stuckierung und Fresken im Mittelschiff

### Stuckierung und Fresken
Es dominiert die üppige, mit zahlreichen figürlichen Bildungen unterlegte Stuckierung Giovanni Battista Carlones. Besonders markant ist die Reihe der Atlanten im Chorgewölbe. Die 1679 bis 1684 entstandenen Fresken von Carpoforo Tencalla im Mittelschiff gipfeln im Vierungskuppelfresko sowie im Chorgemälde. Carlo Antonio Bossi übernahm 1688 die Ausmalung der Seitenschiffkuppeln.
Das Programm der Fresken wurde durch den damaligen Linzer Dekan Johann Bernhardin Gentilotti festgelegt. Die Beschreibung erfolgt von Westen nach Osten.
Das Emporenjoch ist der Musik gewidmet. In den restlichen fünf Langhausjochen des Mittelschiffs sind dem Deckengemälde thematisch im Stuck jeweils vier Tugenden (als allegorische Frauenfiguren) sowie Schriftbänder haltende Putten und alttestamentliche Propheten zugeordnet. Die Schriftbänder beziehen sich dabei auf das jeweilige Deckengemälde.
Auf dem Deckengemälde des ersten Jochs ist die Vertreibung der Händler aus dem Tempel dargestellt. Ihm sind die Propheten Jeremia, Amos, Jona und Ijob sowie die Tugenden Buße, Demut, Wahrheit und Gehorsam zugeordnet.
Im Fresko des zweiten Jochs wird die Ersetzung des mosaischen Opferdienstes durch die Eucharistie dargestellt; zugeordnet sind hier die Propheten Obadja, Nahum, David und Micha sowie die Tugenden Wachsamkeit, Geduld, Hoffnung und Liebe.
Das dritte Joch thematisiert das Wirken des Heiligen Geists mit einem Heiliggeistloch. Als Propheten sind hier Hosea, Zefanja, Habakuk und Haggai, als Tugenden Glaube, Sanftmut, Stärke und Friede dargestellt. Aus der Öffnung dieses Jochs schallt der Klang der darüber im Speicher eingebauten Fernorgel ins Kircheninnere.
Das vierte Joch stellt den Triumph der Kirche dar. Die Prophetenfiguren stellen Maleachi, Jeremia, Salomo und Joel, die Tugendenfiguren Aufrichtigkeit, Eintracht, Klugheit und Gerechtigkeit dar.
Das fünfte Joch als letztes vor der Vierung stellt den Triumph der katholischen Kirche dar. Diesem sind die Propheten Jesaia, Ezechiel, Baruch und Sacharja und die Tugenden Betrachtung, Keuschheit, Empfänglichkeit und die katholische Religion zugeordnet.
In den Zwickelbildern des Mittelschiffs sind Kirchenväter und Sibyllen dargestellt.
Das Fresko in der Vierungskuppel zeigt Gottvater im Himmel. Es ist thematisch dem großen jochübergreifenden Chorfresko zugeordnet, das die Steinigung des hl. Stephanus zeigt. Die Fresken in den beiden Querhäusern und Seitenschiffen nehmen Bezug auf die jeweils darunter befindlichen Altäre.

### Hochaltar und Querhausaltäre

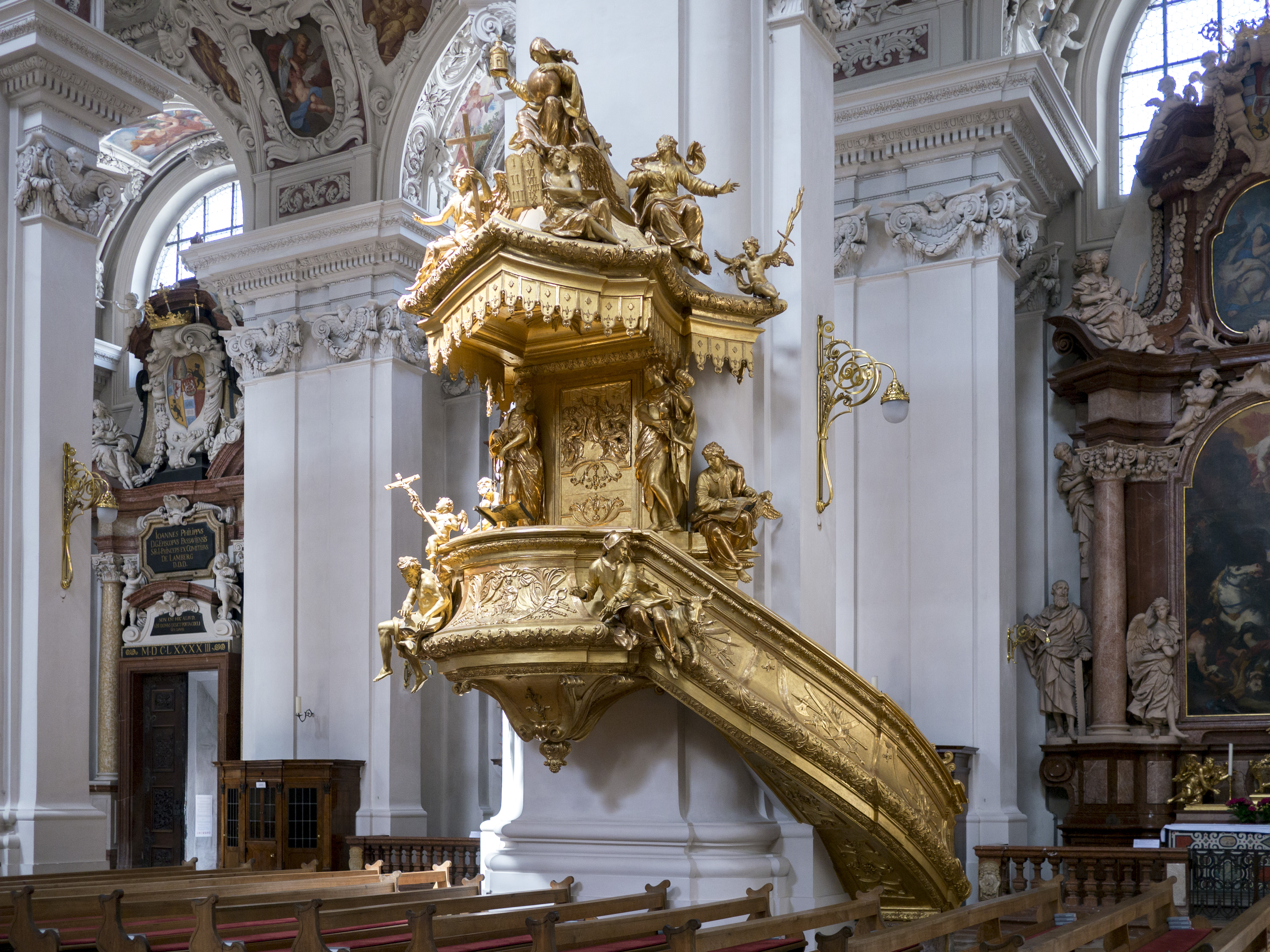
Kanzel

Der Hochaltar wurde 1947 bis 1953 von Josef Henselmann geschaffen. Die Figurengruppe stellt die Szene der Steinigung des heiligen Stephanus dar, wie sie in der Apostelgeschichte geschildert ist. Henselmann schuf 1961 auch den neuen Hauptaltar.
Der nördliche Querhausaltar datiert von 1685, der südliche von 1688. Geschaffen wurden beide von Giovanni Battista Carlone. Das Altarblatt des nördlichen zeigt die Himmelfahrt Mariens (vermutlich von Francesco Innocenzo Turriani), das Altarblatt des südlichen eine Krankenheilung durch den heiligen Valentin und das Martyrium des heiligen Maximilian (von Frans de Neve).

### Seitenschiffaltäre
Die Altäre in den Kapellen der Seitenschiffe wurden zwischen 1685 und 1693 von Giovanni Battista Carlone und Werkstatt angefertigt. Sie zeigen eine dunkeltönige Säulen-Pilaster-Rahmung, die durch in gedämpftem Rosa gehaltene Heiligenfiguren aus Stuck aufgelockert wird. Sämtliche Altarblätter stammen von deutschen Künstlern, was damals ungewöhnlich war.
In den Kapellen des nördlichen Seitenschiffs stehen, im Osten beginnend, folgende Altäre: In der ersten der Pauli-Bekehrungs-Altar mit einem Gemälde von Johann Michael Rottmayr (Bekehrung des Apostels Paulus, 1693), in der zweiten der Martinsaltar (Altarblatt: Der hl. Martin teilt als Bischof Almosen aus, von Johann Carl Resler von Reslfeld), in der dritten der Christi-Geburts-Altar mit der Anbetung der Hirten, gemalt von Johann Andreas Wolff (1698), und in der vierten Kapelle der Sebastiansaltar, das Altarblatt malte Rottmayr (Rettung des hl. Sebastian durch Irene).
In den Kapellen des südlichen Seitenschiffs stehen, im Osten beginnend, folgende Altäre: In der ersten Kapelle der Johannesaltar, das Altarblatt malte Rottmayr (Enthauptung des Täufers, 1693); in der zweiten Kapelle der Katharinenaltar mit der mystischen Verlobung der hl. Katharina, gemalt von Johann Carl Resler von Reslfeld; in der dritten der Dreikönigsaltar mit dem Altarblatt von Johann Caspar Sing (Anbetung der hl. drei Könige, 1697), in der vierten der Agnesaltar mit dem Altarblatt von Rottmayr (Martyrium der hl. Agnes).

### Kanzel
Die vergoldete Kanzel fertigte 1722 bis 1726 der Wiener Hoftischler Johann Georg Series. Der Entwurf stammt womöglich von Johann Lucas von Hildebrandt. Die vergoldeten Holzfiguren sind ausgezeichnete Werke aus dem Kreis um Georg Raphael Donner. Auf dem vorgebogenen Rand des Kanzelkorpus sowie auf seitlichem Postament sitzen die vier Evangelisten. Zwei Frauengestalten präsentieren die Leidenswerkzeuge Jesu. Dazwischen zeigt ein Relief die Predigt des Jesusknaben im Tempel. Auf dem mit Lambrequin-Girlanden verzierten Schalldeckel lagern Engel mit den Symbolen des Alten und Neuen Bundes. Zuoberst erhebt sich die Ecclesia, Weltkugel und Kirchenmodell haltend.

## Orgeln

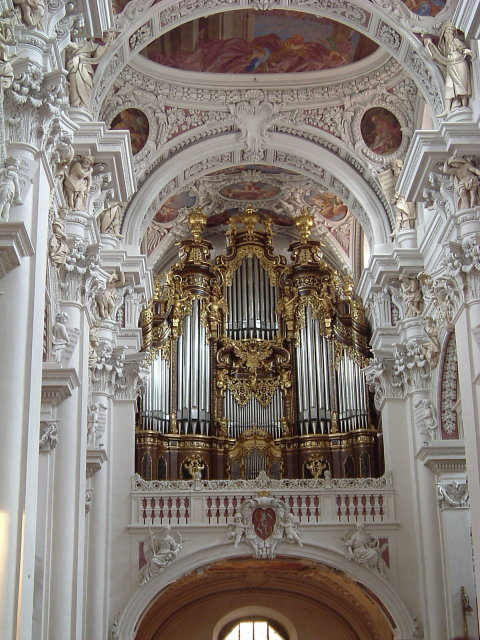
Die heutige Hauptorgel auf der Westempore

Bereits um 1467/1471 wurde unter dem Fürstbischof Ulrich von Nußdorf, wahrscheinlich von Orgelbauer Wolfgang Ruerdorff, eine erste, spätgotische Orgel gebaut. Beim Stadtbrand 1662 wurden (je nach Quelle) zwei oder vier Orgeln zerstört. Daher wurde 1688 vom Passauer Orgelbauer Leopold Freundt eine neue Orgel auf der Westempore gebaut. 1715 wurden vom Orgelbauer Johann Ignaz Egedacher zwei Vierungspfeilerorgeln gebaut. Das prunkvolle Gehäuse der Hauptorgel schnitzte vermutlich 1731 der Passauer Bildhauer Joseph Matthias Götz, das der Seitenorgeln 1718 Joseph Hartmann. Bei der Domrenovierung 1858 wurden diese auf die westlichen Seitenemporen versetzt. Nachdem die Hauptorgel als mangelhaft erschienen war, wurde 1731 wieder durch Johann Ignaz Egedacher eine neue Hauptorgel gebaut. Wiederum eine neue Hauptorgel wurde zwischen 1886 und 1890 gebaut, nachdem die alte Orgel bereits 1862 und 1871 repariert wurde und 1885 Hofkapellmeister Franz Miloche erneut vor Schäden an der alten Orgel warnte.
Durch mangelnde Pflege und technischen Verschleiß wurde aber auch diese Orgel im Laufe der Zeit zunehmend unbrauchbar, sodass 1924 durch die Firma Steinmeyer aus Oettingen wieder eine neue gebaut werden musste. Am Pfingstfest 1928 wurde diese eingeweiht und war mit 208 Registern die größte Orgel der Welt, ehe sie von der Orgel der Atlantic City Convention Hall (gebaut zwischen 1929 und 1932) deutlich übertroffen wurde. Ab 1930 wurden die elektrischen Anlagen modernisiert, bis 1971 die Disposition aufgehellt.
Die heutigen fünf Orgeln, die in den Jahren 1978–1984 und 1993 von der Orgelbaufirma Eisenbarth aus Passau gebaut wurden, bilden mit zusammen 229 Registern und 17.974 Pfeifen die größte Orgel Europas sowie die drittgrößte Kirchenorgel der Welt, wobei sie die weltgrößte ist, die in einer katholischen Kirche untergebracht ist.

## Glocken
Der Passauer Dom besitzt acht Kirchenglocken. Das heutige Geläut spiegelt im Wesentlichen immer noch das historische Geläut von 1684 wider, das ebenfalls aus acht Glocken bestand. Die meisten dieser Glocken sind aber mittlerweile ersetzt oder umgegossen worden. Seit dem Umbau der Türme im Jahre 1897 sind die Oktogone mit den neubarocken Hauben als Glockenstuben ausgeführt, so dass beide Türme jeweils zwei Glockenstuben haben.
| Glocke | Name          | Gussjahr | Gießer, Gussort                       | Masse (ca.) | Durchmesser (ca.) | Schlagton (HT-1⁄16) | Turm |
| ------ | ------------- | -------- | ------------------------------------- | ----------- | ----------------- | ------------------- | ---- |
| 1      | Pummerin      | 1952     | Glockengießerei Rudolf Perner, Passau | 7850 kg     | 2320 mm           | fis0 −8             | Süd  |
| 2      | Misericordia  | 1999     | Glockengießerei Rudolf Perner, Passau | 5950 kg     | 2180 mm           | g0 −5               | Nord |
| 3      | Stürmerin     | 1733     | Nikolaus Drackh, Passau               | 5600 kg     | 2100 mm           | a0 −8               | Süd  |
| 4      | Dignitär      | 1897     | Glockengießerei Lorenz, Passau        | 3375 kg     | 1730 mm           | h0 −3               | Nord |
| 5      | Predigerin    | 1896     | Glockengießerei Lorenz, Passau        | 2400 kg     | 1540 mm           | cis1 −2             | Nord |
| 6      | Angelusglocke | 1897     | Glockengießerei Lorenz, Passau        | 1250 kg     | 1250 mm           | e1 −3               | Nord |
| 7      | Elfuhrglocke  | 1896     | Glockengießerei Lorenz, Passau        | 0800 kg     | 1120 mm           | fis1 −5             | Nord |
| 8      | Chorglocke    | 1951     | Glockengießerei Rudolf Perner, Passau | 0525 kg     | 0995 mm           | a1 −8               | Nord |

Zum historischen Geläut zählten noch zwei weitere Glocken. Die Amtglocke wurde 1917 abgenommen und zu Kanonenkugeln umgegossen. Die Sterbeglocke hängt seit 1952 in der Friedhofskirche St. Severin. Als neunte Glocke hängt neben der Sakristei-Tür des Doms die Zeichenglocke mit 26 kg.

## Bilder

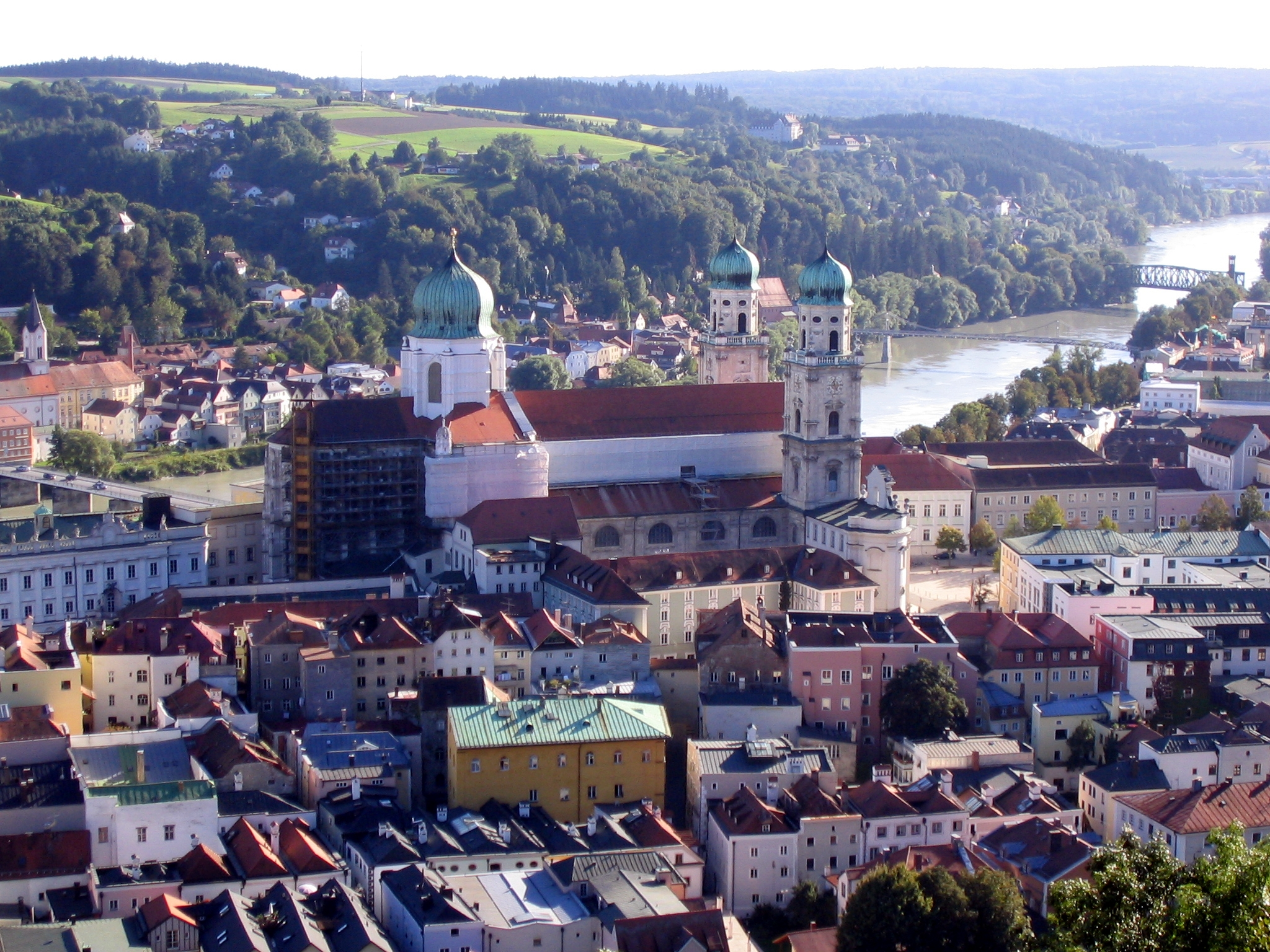
Der Dom von der Veste Oberhaus aus
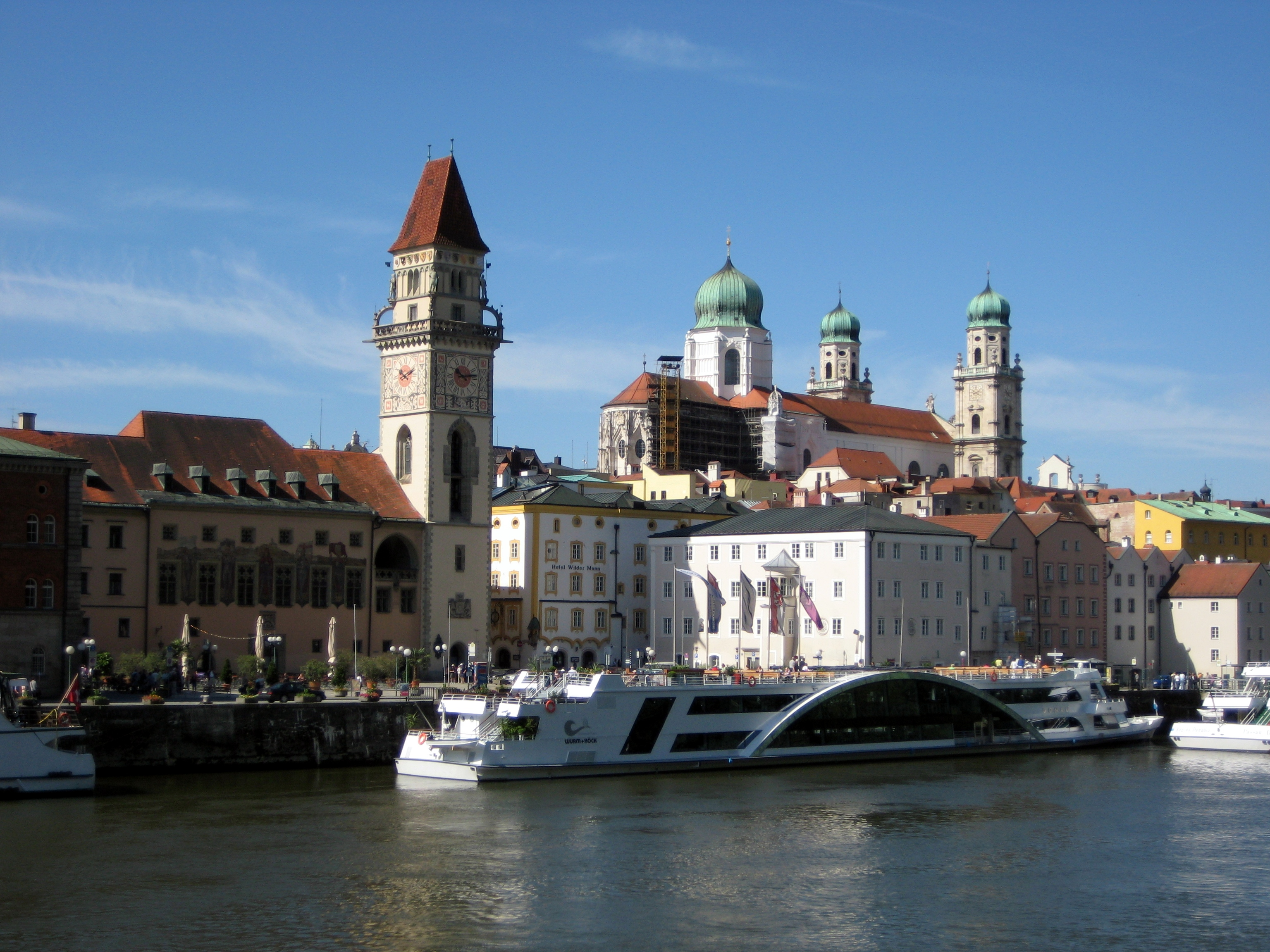
Der Dom von der linken Donauseite aus
Historische Ansicht um 1860 vor den Umbauten der Fassade und der Türme
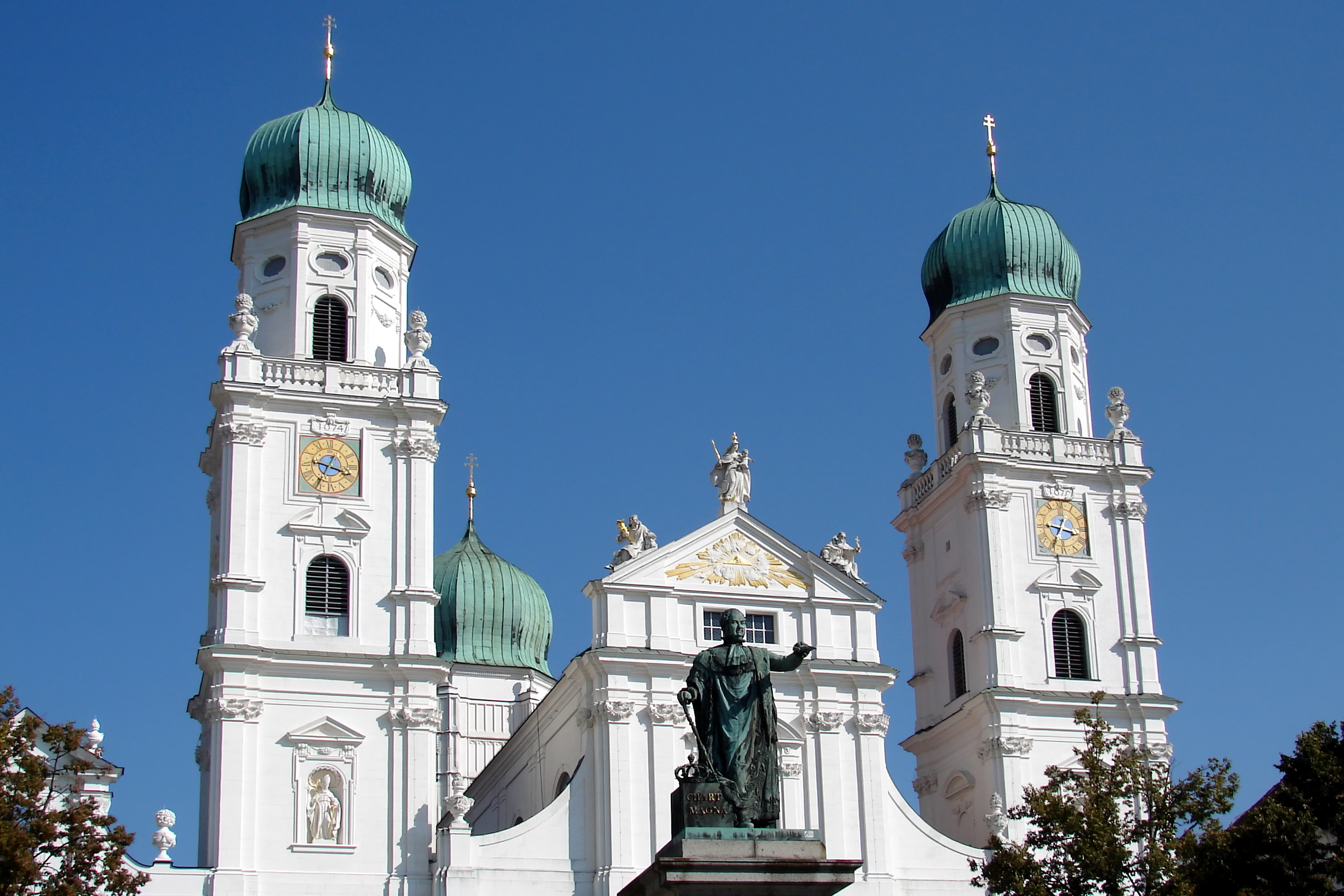
Die Westfassade des Doms mit Max-Denkmal
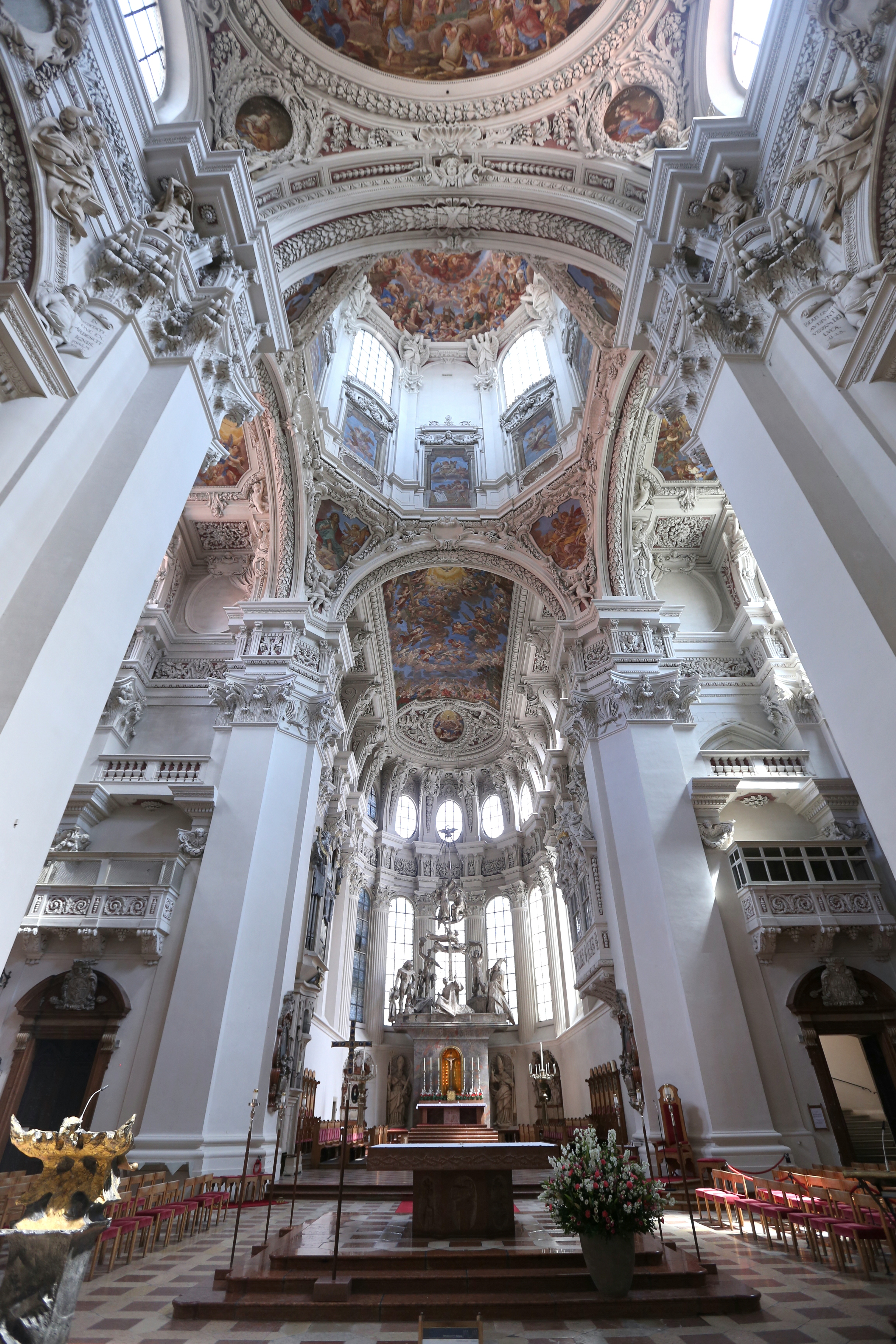
Blick in Vierung und Chorraum des Doms